# أهويتو (أسطورة)
أهويتو (بالإنجليزية: Ahoeitu)‏ في الأساطير الأوقيانوسية هبط الرب إيتوماتوبا Eitumatupua من السماء على شجرة ضخمة، واتخذ لنفسه إيلاهيفا llaheva كزوجة. وبعودته إلى السماء ترك خلفه المرأة وابنها أهويتو Ahoeitu على الأرض. ولكن عندما ترعرع أهويتو اشتاق لزيارة أبيه في السماء. أخبرته أمه أنه سوف يجد أباه يمسك الحمام. فتسلق الابن الشجرة، وقابل أباه، أمضى أيام جميلة وحلوة. ولكن كان لإيتوماتوبا أبناء آخرون، هم أطفال السماء، فدب الحسد في قلوبهم، ونصبوا كمين لأهويتو، ومزقوه إربا، وطبخوه وأكلوه.
وعندما اكتشف أبوهم جريمتهم، أمر أبناءه أن يتقيؤوا أجزاء بدن أهويتو التي ابتلعوها، وعندها أعاد تركيب الغلام، بمساعدة الأعشاب السحرية. وبعد أن أنهی عمله أرسله إلى الأرض ثانية كحاكم للتونغا، بينما حكم على أخوته في السماء أن يبقوا في الشجرة، ولكن إيتوماتوبا رق قلبه، فحررهم فيما بعد.